# Björn Meyerson
Lars Björn Alfred Meyerson, född 21 februari 1933 i Stockholm, död 2019, var en svensk läkare. 
Meyerson, som var son till överintendent Åke Meyerson och Anna Lisa Ström, blev filosofie kandidat vid Stockholms högskola 1954, medicine licentiat vid Karolinska Institutet 1963, medicine doktor och docent i fysiologi 1968, docent i neurokirurgi 1979 samt var professor i klinisk smärtforskning och överläkare vid neurokirurgiska kliniken på Karolinska sjukhuset från 1979. Han var styrelseledamot i flera internationella vetenskapliga organisationer. Han författade skrifter i neurofysiologi och neurokirurgi.
Meyerson ingick äktenskap första gången 1960 med juristen Anita Werner och andra gången 1991 med civilekonom Birgitta Forsgren.